# 3 Feet High and Rising
3 Feet High and Rising è l'album di debutto del gruppo hip hop De La Soul. L'album include i singoli Me Myself and I, The Magic Number, Buddy, e Eye Know.

## L'album
Considerato un concept album sulla Daisy Age (acronimo di Da Inner Sound Y'All), ovvero una dimensione immaginaria ispirata alla filosofia ed all'iconografia hippie, 3 Feet High and Rising si distingue dagli altri dischi hip hop di quel periodo per le sue sonorità non aggressive e l'eclettismo stilistico dei brani. Le influenze dell'album spaziano fra hip hop, funk, jazz, reggae, soul, e psichedelia, mentre i testi delle sue canzoni trattano temi quali la pace, l'amore e il rispetto delle donne. I numerosi campionamenti presenti nel disco sono tratti da lezioni di lingua francese, spot pubblicitari, e brani realizzati da altri musicisti (tra i quali Steely Dan, Johnny Cash, Turtles, Parliament e Otis Redding).
Una delle tracce più note dell'album, The Magic Number, cita Three Is A Magic Number di Bob Dorough, mentre Buddy vede la partecipazione dei Jungle Brothers e A Tribe Called Quest.

## Critica
3 Feet High and Rising ricevette giudizi molto positivi da parte della critica. Robert Christgau diede all'album una valutazione pari ad A− mentre AllMusic lo definì «il debutto più convincente e giocoso della storia dell'hip-hop». L'album è stato inserito in un libro dedicato ai «500 dischi fondamentali della storia del rock» dove venne definito «irresistibile» nonché «...un debutto che il trascorrere del tempo non ha minimamente offeso.» In seguito all'uscita di 3 Feet High and Rising, i De La Soul vennero inoltre considerati «il futuro dell'hip-hop».

## Tracce
1. Intro – 1:41
2. The Magic Number – 3:16
3. Change in Speak – 2:33
4. Cool Breeze on the Rocks – 0:48
5. Can U Keep a Secret – 1:41
6. Jenifa Taught Me (Derwin's Revenge) – 3:25
7. Ghetto Thang – 3:36
8. Transmitting Live from Mars – 1:12
9. Eye Know – 4:13
10. Take It Off – 1:53
11. A Little Bit of Soap – 0:57
12. Tread Water – 3:46
13. Potholes in My Lawn – 3:50
14. Say No Go – 4:20
15. Do as De La Does – 2:12
16. Plug Tunin' (Last Chance to Comprehend) – 4:07
17. De La Orgee – 1:14
18. Buddy (featuring Jungle Brothers and Q-Tip) – 4:55
19. Description – 1:32
20. Me Myself and I – 3:50 (e)
21. This Is a Recording 4 Living in a Fulltime Era (L.I.F.E.) – 3:10
22. I Can Do Anything (Delacratic) – 0:41
23. D.A.I.S.Y. Age – 4:43
24. Plug Tunin'" (Original 12" version) – 3:43